# Mount Capley
Mount Capley ist ein 1810 m hoher Berg im Ellsworthgebirge des westantarktischen Ellsworthlands. Er ragt in den Nimbus Hills der Heritage Range auf. Von den Ausläufern des Mount Capley verläuft die Donald Ridge in Richtung Süden.
Mount Capley wurde vom United States Geological Survey im Rahmen der Erfassung des Ellsworthgebirges in den Jahren von 1961 bis 1966 durch Vermessungen vor Ort und Luftaufnahmen der United States Navy kartografiert. Das Advisory Committee on Antarctic Names benannte ihn 1966 nach Lieutenant Commander Joe Henry Capley (* 1935), einem Piloten der US-Marine. Dieser hatte im Rahmen der Operationen Deep Freeze 1965 und 1966 Flugzeuge gesteuert, die Luftaufnahmen des Marie-Byrd-Lands und des Ellsworthlands anfertigten.